# Glándula tiroides
La tiroides o el tiroides es una glándula del sistema endocrino situada en la parte anterior del cuello, delante de la tráquea.
Pesa 20 gramos en un adulto medio y mide 5 cm de diámetro.
Produce hormonas tiroideas (tiroxina y triyodotironina) que regulan numerosas funciones metabólicas del organismo. También produce calcitonina que regula el metabolismo del calcio.
Las enfermedades relacionadas con la glándula tiroides son muy frecuentes y se estima que afectan a 200 millones de personas en todo el mundo (el 2,5 % de la población mundial).
Proviene del griego θυρεοειδής (thyreoeidēs o [zyreoeidís], que está formado por thyreos (‘escudo’) y -eidos (‘forma’), que significa ‘forma de escudo’.

## Fisiología

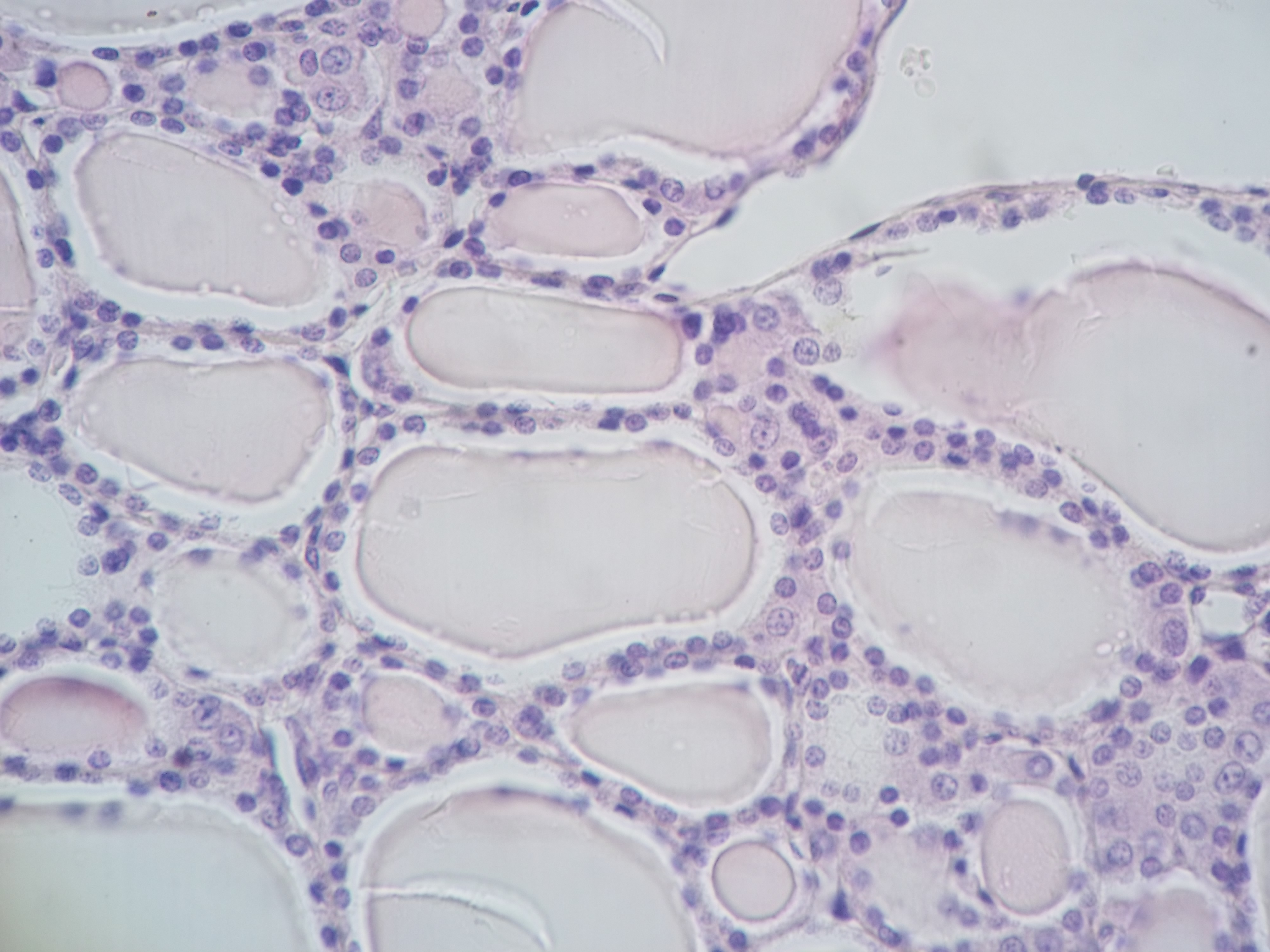
Vista amplia de un corte de tiroides teñido con tinción hematoxilina-eosina.

La tiroides participa en la producción de hormonas, especialmente tiroxina (T4) y triyodotironina (T3).
Estas hormonas regulan el metabolismo basal y afectan el crecimiento y grado de funcionalidad de aparatos y sistemas del organismo.
La unidad básica de la tiroides es el folículo, que está constituido por células cuboidales que producen y rodean el coloide, cuyo componente fundamental es la tiroglobulina,
la molécula precursora de las hormonas. La síntesis hormonal está regulada enzimáticamente y precisa de un oligoelemento esencial, el yodo, que se obtiene de la alimentación en forma de yoduro. El yodo se almacena en el coloide y se une con fragmentos de tiroglobulina para formar T3
o T4.
Las hormonas circulan por la sangre unidas a proteínas, de la cual la más importante es la globulina transportadora de tiroxina. La T4
se convierte en T3
en los tejidos periféricos, aunque la glándula tiroidea produce más cantidad de T4
que de T3, esta última es la forma más activa, por lo que puede considerarse que la T4
es una prohormona de la T3.

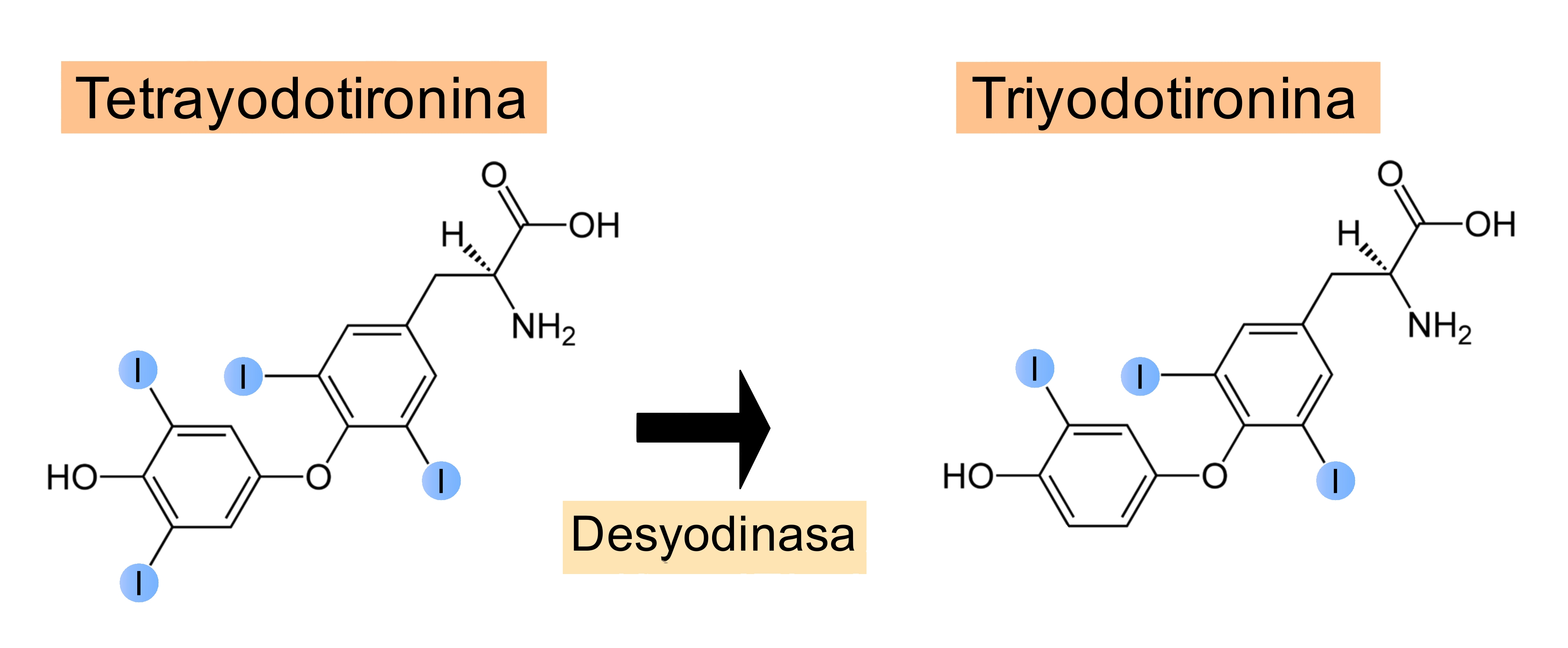
Paso de tetrayodotironina (T_{4}) a triyodotironina (T_{3}) por la acción de la enzima desyodasa.

Las hormonas tiroideas tienen efectos sobre casi todos los tejidos del organismo. Aumentan la termogénesis y el consumo de oxígeno, y son necesarias para la síntesis de muchas proteínas; de ahí que sean esenciales en los periodos de crecimiento para la organogénesis del sistema nervioso central y para la maduración ósea, pulmonar y cardíaca a lo largo de la vida fetal y neonatal. También influyen sobre el metabolismo de los hidratos de carbono y de los lípidos.

### Regulación mediante TRH y TSH
La hormona estimulante de la tiroides (TSH) secretada por la hipófisis, actúa sobre todos los procesos que controlan la síntesis y liberación de la hormona tiroidea, también actúa aumentando la celularidad y vascularización de la glándula. La secreción de TSH hipofisaria está regulada por la retroalimentación negativa que ejercen las hormonas tiroideas sobre la hipófisis. La TSH de la hipófisis está bajo el control de la hormona liberadora de tirotropina (TRH) producida por el hipotálamo.

## Anatomía

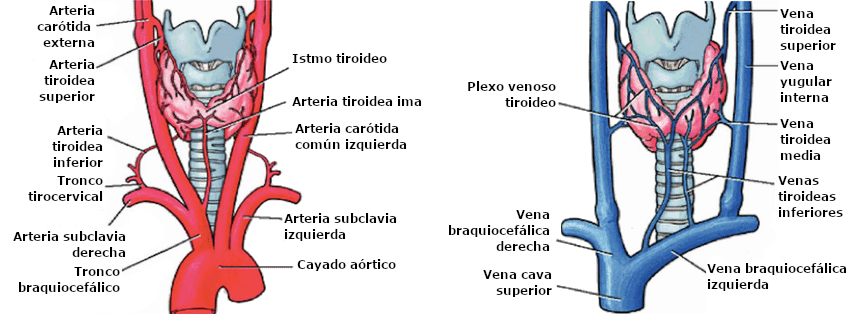
Circulación arterial y venosa de la glándula tiroides.

Pesa entre 12 a 20 gramos en el adulto, tiene forma de mariposa y está constituido por dos lóbulos, derecho e izquierdo, unidos en el centro por un istmo. Puede existir un tercer lóbulo más pequeño e inconstante, el lóbulo piramidal o de Lalouette.
La glándula está situada en la parte frontal del cuello, extendiéndose desde el nivel de la quinta vértebra cervical hasta la primera vértebra torácica, se ubica delante de la tráquea y debajo del cartílago tiroides.
Está recubierta por una cápsula fibrosa que se adhiere y envuelve el órgano y ayuda a mantenerlo en su posición. 
Limita en su cara anterior con los músculos infrahioideos y lateralmente con el músculo esternocleidomastoideo, mientras que su cara posterior está fijada a la tráquea mediante el ligamento suspensorio de Berry, por ello se mueve durante el proceso de deglución. En su superficie se encuentran las cuatro glándulas paratiroides, dos superiores y dos inferiores.

### Irrigación
La glándula tiroides recibe un flujo de sangre muy alto con relación a su tamaño a partir de dos arterias tiroideas superiores y dos arterias tiroideas inferiores. La arteria tiroidea superior es la primera rama de la arteria carótida externa mientras que la arteria tiroidea inferior procede de la arteria subclavia. Una variación anatómica es la presencia inconstante de una arteria tiroidea media, también llamada arteria de Neubauer.
Existen tres pares de venas que drenan la tiroides. Las venas tiroideas superiores, medias e inferiores. Las superiores y medias desembocan en la vena yugular interna, y las inferiores en la vena braquiocefálica.

### Linfáticos
Los vasos linfáticos de la glándula tiroides forman un plexo peritiroideo. De este plexo salen troncos linfáticos ascendentes, descendentes y laterales que terminan en ganglios linfáticos prelaríngeos, pretraqueales y paratraqueales.

### Inervación
La inervación es de dos tipos:
- sistema nervioso simpático. Proviene del simpático cervical.
- sistema nervioso parasimpático. Proviene del nervio laríngeo superior y del nervio laríngeo recurrente, ambos procedentes del nervio vago.

La inervación regula el sistema vasomotor y a través de éste, la irrigación de la glándula.

## Histología
El parénquima está constituido por un estroma de tejido conjuntivo muy vascularizado que sostiene a los folículos tiroideos, y pequeños paquetes de células parafoliculares o células C entre los folículos.

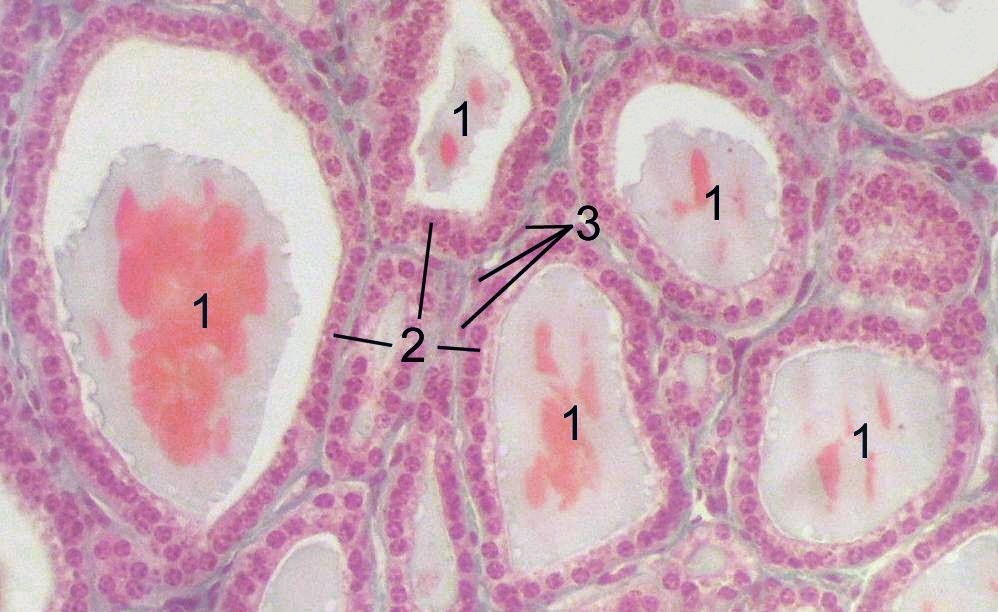
Micrografía de la glándula tiroides, tinción de hematoxilina-eosina:
1: coloide;
2: célula folicular;
3: endotelio de un capilar sanguíneo.

### Folículo tiroideo
La unidad estructural y funcional de la glándula tiroides es el folículo tiroideo,
una estructura esferoidal de entre 0.02 y 1 milímetros (mm) de diámetro que en su interior está relleno de un coloide, que se tiñe de un color rosáceo homogéneo en la tinción hematoxilina-eosina.
  El folículo tiroideo está revestido por un epitelio simple cúbico de células foliculares y de células parafoliculares (o células C).

### Célula Folicular

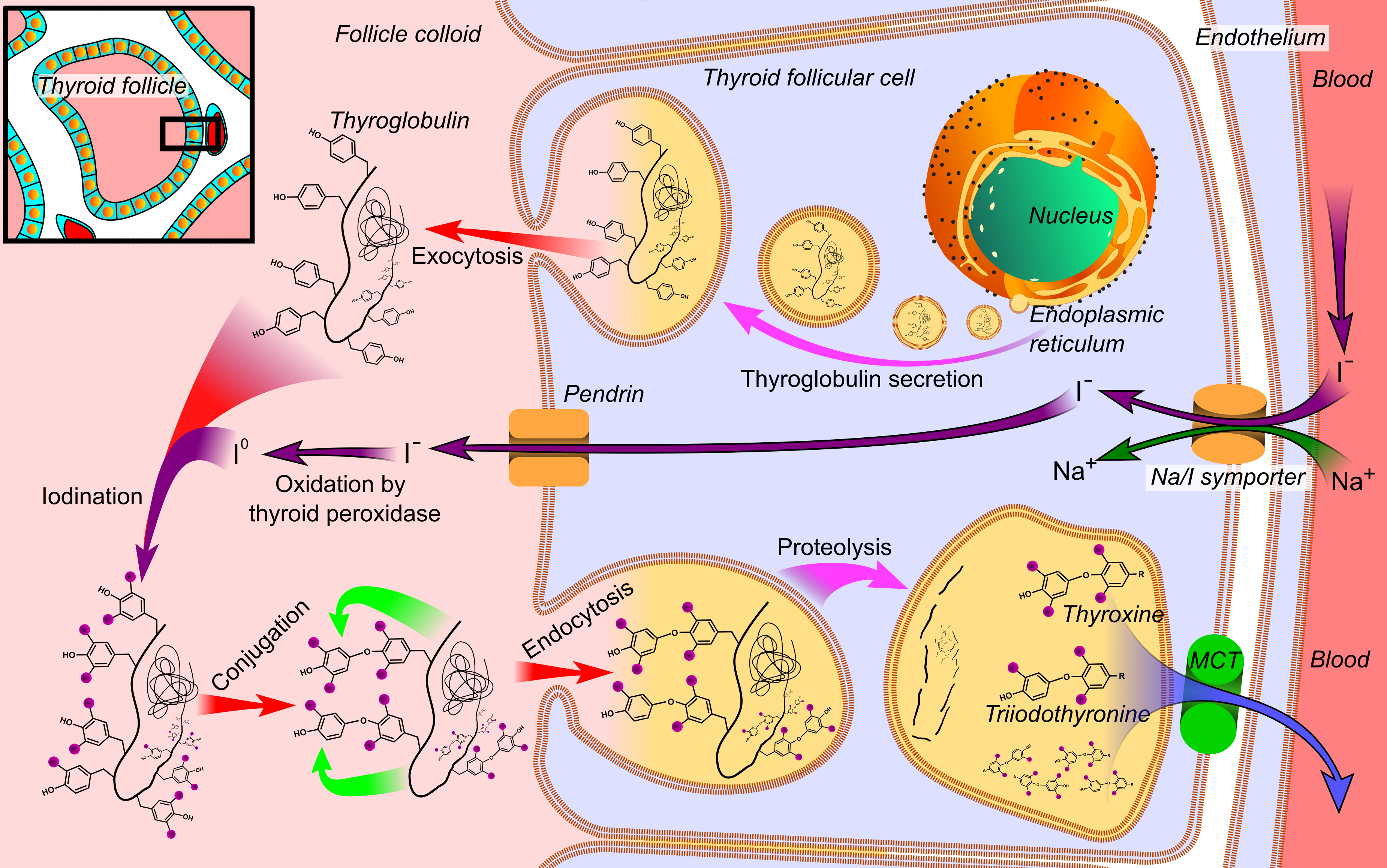
Célula Folicular

Las células foliculares o principales, forman un epitelio simple cúbico revistiendo el folículo tiroideo, son las células productoras de triyodotironina y tiroxina.
  Las células parafoliculares (o células C), son productoras de calcitonina, se sitúan entre las foliculares y la membrana basal.
Cada folículo se encuentra rodeado por una extensa red de capilares sanguíneos fenestrados, así como por vasos linfáticos y nervios.
Las células foliculares están unidas entre sí mediante desmosomas y la membrana celular apical (la que contacta con el coloide) presenta microvellosidades.
El citoplasma es levemente eosinófilo. El núcleo es esferoidal, muestra cromatina homogénea, con uno o más nucleolos. El retículo endoplásmico rugoso es abundante. El aparato de Golgi es evidente. Las mitocondrias son numerosas.

## Embriogénesis
La glándula tiroides se desarrolla en el embrión entre la semana 3 y 5 del embarazo y aparece como una proliferación de epitelio proveniente del endodermo sobre el piso faríngeo en la base de la lengua.
Este divertículo se vuelve bilobular y desciende después de la cuarta semana de gestación adherido a la faringe por medio del conducto tirogloso. En el transcurso de las semanas subsiguientes, continúa migrando hasta la base del cuello, siempre conectado a la lengua por el conducto tirogloso, hasta la séptima semana cuando llega a su ubicación anatómica entre el tercer y sexto anillo traqueal. Los folículos de la tiroides comienzan a desarrollarse a partir de células epiteliales y logran captar yodo y producir coloide aproximadamente a la semana 11 y producen tiroxina aproximadamente en la 18.ª semana.

## Enfermedades de la glándula tiroides
Las principales enfermedades que afectan a la glándula tiroides, provocan hipotiroidismo, condición en la cual la glándula no puede producir suficiente cantidad de hormonas. Las causas más comunes de hipotiroidismo son la deficiencia de yodo y la tiroiditis autoinmune, también llamada tiroiditis de Hashimoto. Con menos frecuencia se produce hipertiroidismo, condición que se caracteriza por incremento de las hormonas tiroideas en sangre debido al aumento de su síntesis y secreción. La causa principal de hipertiroidismo es la enfermedad de Graves Basedow.

### Hipotiroidismo
El hipotiroidismo se caracteriza porque la glándula tiroidea no puede producir las cantidades necesarias de hormonas tiroideas para el funcionamiento óptimo del organismo. Las causas más frecuentes son deficiencia de yodo, tiroiditis de Hashimoto, eliminación quirúrgica de la glándula por otra causa e hipotiroidismo congénito por falta de tiroides desde el nacimiento o una alteración enzimática que impide la adecuada síntesis hormonal. Los síntomas son poco específicos, principalmente lentitud excesiva, mala tolerancia al frío, piel seca y aumento de peso. El diagnóstico se basa por lo general en la determinación de tiroxina en sangre que está disminuida y una hormona tiroestimulante sanguínea elevada. Cuando el hipotiroidismo se debe a una alteración de la hipófisis se llama hipotiroidismo secundario.

### Tiroiditis de Hashimoto
La tiroiditis de Hashimoto es una enfermedad autoinmune que se caracteriza por un proceso inflamatorio de la glándula tiroides, provocado por anticuerpos tiroideos, antiperoxidasa tiroidea (TPO) y antitiroglobulina (Tg).
El nombre de la afección proviene del médico japonés Hakaru Hashimoto, que realizó la primera descripción en 1912 y la llamó bocio linfomatoso.
La enfermedad puede causar aumento de tamaño de la glándula (bocio) e hipotiroidismo, pero también puede manifestarse con niveles hormonales normales (eutiroidismo) o con hipertiroidismo, y derivar en Enfermedad de Graves-Basedow. Frecuentemente, se presenta junto con otras enfermedades autoinmunes asociadas.

### Hipertiroidismo
El hipertiroidismo es una enfermedad que se caracteriza por el exceso de función de la glándula tiroides lo que provoca una hipersecreción de hormonas tiroideas (tiroxina y triyodotironina) y niveles en sangre anormalmente elevados de dichas hormonas.
Los síntomas principales son taquicardia, pérdida de peso, nerviosismo y temblores. En los seres humanos, las principales causas de este padecimiento son la enfermedad de Graves-Basedow, el adenoma tiroideo tóxico, el bocio multinodular tóxico, la tiroiditis subaguda y la acción de algunos medicamentos.

### Bocio

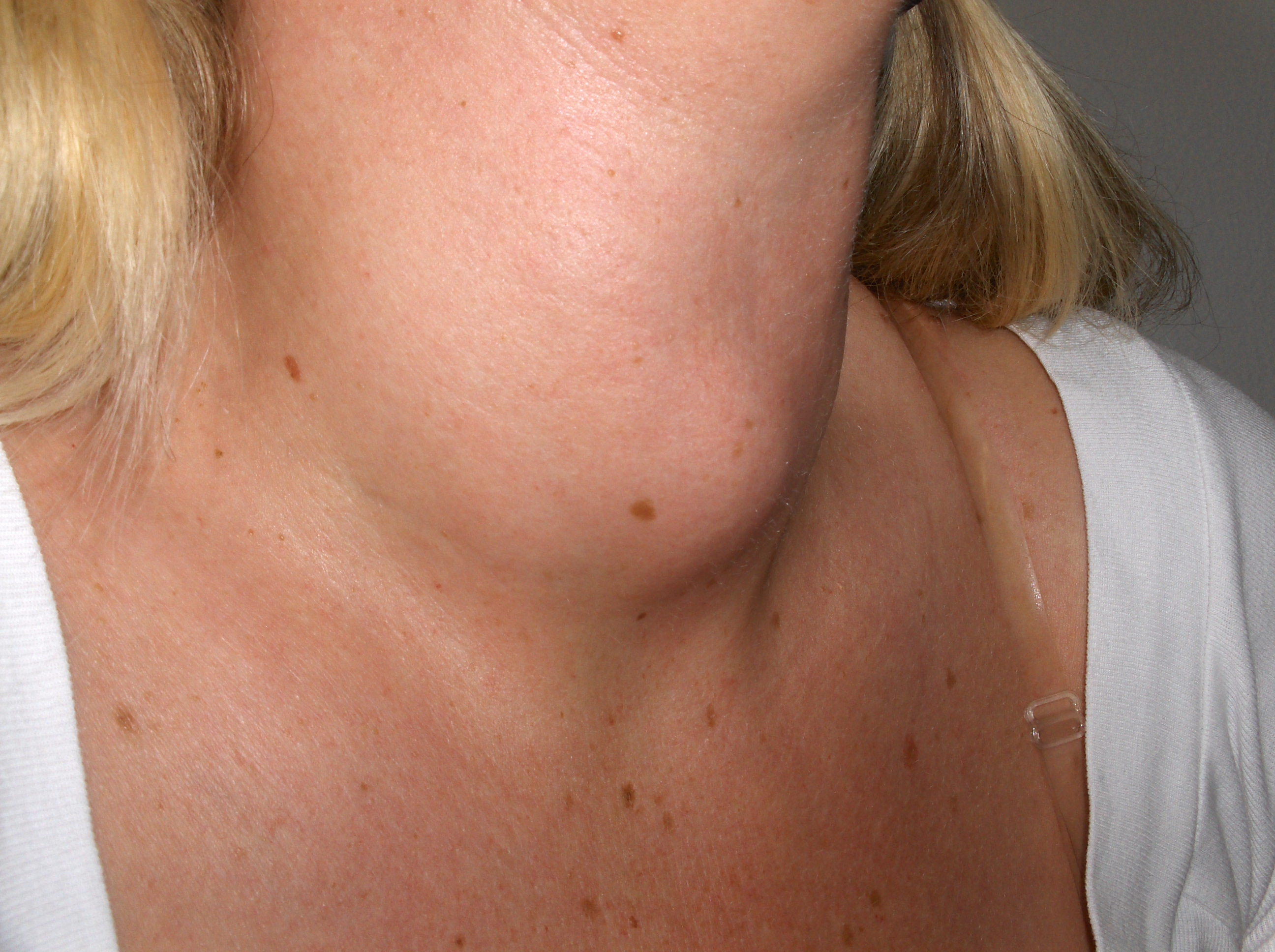
Paciente afecto de bocio, en la imagen es visible el aumento de tamaño de la glándula tiroides.

La palabra bocio designa el aumento de tamaño de la glándula tiroides. Puede corresponder a una glándula con elevada producción de hormonas (hipertiroidismo), pero también a una glándula con déficit de producción (hipotiroidismo) o con una producción normal, situación que se designa como eutiroidismo. A nivel mundial una de las causas más frecuentes es la deficiencia de yodo en la dieta, en los países desarrollados son más habituales otras causas, entre ellas la tiroiditis de Hashimoto, la enfermedad de Graves y los nódulos tiroideos. Otras causas menos comunes son cáncer de tiroides, procesos infecciosos y errores congénitos del metabolismo que impiden la síntesis de las hormonas tiroideas.

### Enfermedad de Graves-Basedow
La enfermedad de Graves-Basedow se produce por un mecanismo de autoinmunidad, se debe a la existencia de autoanticuerpos que activan el receptor de la hormona estimulante de la tiroides, lo que provoca producción excesiva de hormonas tiroideas y aumento del tamaño de la glándula. Cursa con hipertiroidismo, bocio y manifestaciones oculares características, entre ellas la existencia de exoftalmos. Es la causa más frecuente de hipertiroidismo y afecta aproximadamente al 2% de la población.

### Enfermedades congénitas
Las anomalías del desarrollo más frecuentes son la falta de tiroides desde el nacimiento o atireosis, el escaso desarrollo de la glándula o hipoplasia y la ectopia que consiste en su ubicación fuera de la situación normal, por ejemplo el tiroides sublingual (situado bajo la lengua).
Una anomalía relacionada es la persistencia en la vida adulta de remanentes del conducto tirogloso que pueden originar un quiste tirogloso. Entre los trastornos funcionales se encuentran los errores congénitos del metabolismo en los que está alterada la síntesis de hormonas tiroideas, son procesos hereditarios que provocan hipotiroidismo desde el nacimiento.

### Efecto de Wolff–Chaikoff
Se produce cuando la ingesta de yodo supera a las necesidades. La alta concentración de yodo inhibe la formación tanto de T4 como de T3.

## Historia
La glándula recibe su nombre de la palabra griega thyreoeides (‘forma de escudo’), debido a su forma bilobulada.
La tiroides fue identificada por el anatomista Thomas Wharton en 1656 y descrita en su texto Adenographia. La tiroxina fue identificada en el siglo XIX. Los italianos del renacimiento ya habían documentado la tiroides. Leonardo da Vinci incluyó la tiroides en algunos de sus dibujos con la forma de dos glándulas separadas una a cada lado de la laringe.
En 1776, Albrecht von Haller describió la tiroides como una glándula sin conducto. Se le atribuyeron al órgano varias funciones imaginativas, incluyendo la lubricación de la laringe, un reservorio de sangre para el cerebro y un órgano estético para mejorar la belleza del cuello femenino.
La cirugía de la tiroides era un procedimiento peligroso con elevadísima mortalidad. El primer relato de una operación de tiroides fue en 1170 por Rogerio Frugardi. A mediados del siglo XIX se produjeron avances en anestesia, antisepsia y en el control de la hemostasis, lo que le permitió a los cirujanos operar la glándula tiroides con tasas de mortalidad reducidas. Los cirujanos de tiroides más conocidos de la época fueron Emil Theodor Kocher (1841-1917) y C. A. Theodor Billroth (1829-1894).